# バトル・ロワイアル (映画)
『バトル・ロワイアル』は高見広春の同名小説『バトル・ロワイアル』を原作として、2000年に公開された日本映画。
中学生の戦いという刺激的な内容であることから、映倫によりR-15にレイティングされたものの、若者達から圧倒的な支持を受け、社会現象となり興行収入30億円を超えるヒット作品となった。

## 概要
監督に深作欣二、出演に藤原竜也、前田亜季、山本太郎、栗山千明、柴咲コウ、安藤政信、ビートたけしらを迎えて制作された。第43回ブルーリボン賞作品賞を受賞し、同新人賞を藤原が受賞した。
中学生同士が殺し合いをするという原作の内容から、青少年への悪影響を危惧され、また上映開始年となった2000年は西鉄バスジャック事件をはじめとする少年犯罪が社会的注目を集めている時期でもあったことから、当時の衆議院議員の石井紘基が中心となってこの映画の規制を求める運動を起こし、石井は2000年11月17日、国会（第150回国会文教委員会）で大島理森文部大臣にこの映画に対する政府の見解を求める質疑を行った。ところがこれがマスコミに取り上げられたことで、映画は却って社会の関心を集める結果となり、興行収入31.1億円の大ヒット作となった（2001年度の邦画興行収入ランキング第3位）。
後述する通り、本作は国内以上に西洋において高く評価され、21世紀以降のポップカルチャーに文化的影響を及ぼした。本作は日本における「デスゲーム」モノの草分け的作品でもあり、これ以降多くのデスゲーム作品が作られ、さまざまなジャンルに枝分かれしていった。また、2010年代に入って以降、バトルロイヤルゲームと呼称されるコンピューターゲームの新たなジャンルを生み出した。
R-15指定は中学生による鑑賞をほぼ全て制限するため、劇中の主人公らと同世代の中学生が劇場で見ることができないという状況も作り出した。ここに商機をみた東映はオリジナルの作品にシーンの追加やCG処理などを行った再編集版を製作し、翌2001年4月7日に“当時中学生で観られなかった諸君にこの一篇を贈る”と銘打ち『バトル・ロワイアル【特別篇】』として公開。こちらもヒットさせた。また、卒業証書を劇場に持参すれば料金が1000円となるキャンペーンも実施された。
2003年7月5日には続編にあたる『バトル・ロワイアルII 【鎮魂歌】』が公開された。
2010年11月20日、『～特別篇』をベースとした3D映画版が『バトル・ロワイアル3D』の題名で公開された。オリジナル同様R-15指定作品である。また、オリジナル版公開当時は諸般の事情で成し得なかった全米公開を2011年に実施。
2025年4月4日には、劇場公開25周年を記念して、2期間限定リバイバル上映を実施。入場特典は、登場人物の生徒42人の名前と支給武器が記載されたカードをランダムで配布。

## あらすじ
プロローグ
新世紀の初め、ひとつの国が壊れた。経済的危機により完全失業率15%、失業者1,000万人を突破。大人を頼れない世界に子供達は暴走し、学級崩壊や家庭崩壊が各地で発生。少年犯罪は増加の一途をたどり、不登校児童・生徒は80万人。校内暴力による教師の殉職者は1,200人を突破した。自信を失くし子供達を恐れた大人たちは、やがてある法案を可決し、施行する。それが、新世紀教育改革法、通称「BR法/バトル・ロワイアル」。
誰もが恐れる「死」を利用し、恐怖支配によって大人の威厳を取り戻す目的で施行されたこの法律は、年に一度全国の中学3年生の中から選ばれた1クラスに、コンピュータ管理された脱出不可能な無人島で、制限時間3日の間に最後の一人になるまで殺し合いを強いるという法律である。
本編あらすじ
今回BR法に選ばれたのは、香川県城岩学園中学3年B組の生徒たちだった。修学旅行のためにバスに乗ったはずが催眠ガスで眠らされ、無人島に連れて来られた生徒たちは、元担任・キタノにより『バトル・ロワイアル』対象クラスに選ばれたと説かれる。説明の最中、キタノの手で見せしめのため2名の生徒が殺害されたこともあり、クラスは完全パニックに。
3日間のタイムリミット内に最後の一人になるまで殺し合わなければ、生徒全員にはめられた首輪が爆発してしまう。少ない食料と水、地図・コンパス・懐中電灯、ランダムで選ばれた様々な武器や道具などが生徒全員に手渡され、狂気のデスゲームが開始。出発地点から出た直後に、主人公の七原秋也は他の生徒から襲われる。
極限状態に追い込まれた生徒たちは、様々な行動に出る。昨日までの友人を殺害する者、諦めて愛する人と死を選ぶ者、力を合わせて事態を回避しようとする者。自ら志願してゲームに参加する謎の転校生・桐山和雄に殺戮される者……。
そんな中、このバトル・ロワイアルから逃れたい七原秋也は、同じ孤児院で育った親友・'国信慶時がほのかな想いを寄せていた中川典子を守るため、武器を取ることを決意。当て馬としてゲームに参加した転校生の川田章吾と共に島から脱出しようと考える。

## 出演者

### 城岩学園中学校3年B組 男子
1. 赤松義生 - 日下慎
2. 飯島敬太 - 松沢蓮
3. 大木立道 - 西村豪起
4. 織田敏憲 - 山口森広
5. 川田章吾 - 山本太郎
6. 桐山和雄 - 安藤政信
7. 国信慶時 - 小谷幸弘
8. 倉元洋二 - 大西修
9. 黒長博 - 増田裕生
10. 笹川竜平 - 郷志郎
11. 杉村弘樹 - 高岡蒼佑
12. 瀬戸豊 - 島田豊
13. 滝口優一郎 - 内藤淳一
14. 月岡彰 - 広川茂樹
15. 七原秋也 - 藤原竜也
16. 新井田和志 - 本田博仁
17. 沼井充 - 柴田陽亮
18. 旗上忠勝 - 横道智
19. 三村信史 - 塚本高史
20. 元渕恭一 - 新田亮
21. 山本和彦 - 佐野泰臣

### 城岩学園中学校3年B組 女子
1. 稲田瑞穂 - 木下統耶子
2. 内海幸枝 - 石川絵里
3. 江藤恵 - 池田早矢加
4. 小川さくら - 嶋木智実
5. 金井泉 - 三原珠紀
6. 北野雪子 - 金澤祐香利
7. 日下友美子 - 加藤操
8. 琴弾加代子 - 三村恭代
9. 榊祐子 - 日向瞳
10. 清水比呂乃 - 永田杏奈
11. 相馬光子 - 柴咲コウ
12. 谷沢はるか - 石井里弥
13. 千草貴子 - 栗山千明
14. 天堂真弓 - 野見山晴可
15. 中川典子 - 前田亜季
16. 中川有香 - 花村怜美
17. 野田聡美 - 神谷涼
18. 藤吉文世 - 井上亜紀
19. 松井知里 - 金井愛砂美
20. 南佳織 - 関口まい
21. 矢作好美 - 馬場喬子

### その他
- 前回優勝者の少女（舞（後の次作に登場する反BR法組織ワイルドセブンのメンバー）） - 岩村愛
- キタノの娘・栞（キタノシオリ（次作でのBRの参加者））（声） - 前田愛
- 川田の恋人・慶子 - 美波
- レポーター - 山村美智子
- 安城三尉 - 竜川剛
- 七原の父 - 谷口高史
- 林田先生 - 中井出健
- バスガイド - 深浦加奈子
- ビデオのお姉さん - 宮村優子
- キタノ - ビートたけし

### 特別篇追加キャスト
- 幼い光子 - 利根川鈴華
- 中年の男 - 諏訪太郎
- 光子の母 - 片岡礼子
- 光子の友達 - 大田ななみ、野口綾奈
- A組 担任 - 益田てつ
- バスケットボール審判 - 横山一敏
- A組バスケットボール選手
  - 鬼頭穣 - 上条公太郎
  - 沖山浩介 - 関克文
  - 田中信一郎 - 松本清之

## スタッフ
- 原作 - 高見広春
- 監督 - 深作欣二
- 脚本 - 深作健太
- 主題歌
  - オリジナル版 - Dragon Ash「静かな日々の階段を」[10]
  - 『バトル・ロワイアル3D』版 - 土屋アンナ「CHECKMATE mash up ANTY the 紅乃壱, VOLTA MASTERS」[11]
- エグゼクティブプロデューサー - 高野育郎
- プロデューサー - 片岡公生、深作健太、小林千恵、鍋島壽夫
- 音楽 - 天野正道
- 撮影 - 柳島克己
- 照明 - 小野晃
- 美術 - 部谷京子
- 編集 - 阿部浩英
- 録音 - 安藤邦男
- 音響効果 - 柴崎憲治
- 監督補 - 原田徹
- 制服デザイン - BA-TSU
- BRマークデザイン - 高場求
- アクションコーディネーター - 諸鍛冶裕太
- アクション指導 - ジャパンアクションクラブ
- 操演 - 羽鳥博幸
- ガンエフェクト - BIGSHOT（納富喜久男、小西剛、神尾悦郎）
- 兵士指導 - 越康広
- コンピューターウイルス指導 - BEAMZ
- ハッキング指導 - UNYUN
- ボイストレーニング - 寺田はるひ
- VFXスーパーバイザー - 大屋哲男、道木伸隆
- VFX - 日本映像クリエイティブ、マリンポスト、東映化学デジタルテック
- MA - アオイスタジオ
- 現像 - 東映化学
- スタジオ - 東映東京撮影所
- ロケ協力 - 東邦航空、東海汽船、エアーニッポン、八丈町産業観光課、八丈島観光協会、鬼石町　ほか
- 配給 - 東映
- 製作委員会メンバー - 東映、アム・アソシエイツ、広美、日本出版販売、MFピクチャーズ、WOWOW、ギャガ
- 『バトル・ロワイアル3D』
  - 3D製作 - 東映デジタルセンター
  - 3D監修 / 脚本 - 深作健太
  - 製作協力 - モロトフカクテル
  - 製作 - 「BR 3D」製作委員会（東映、木下工務店、ギャンビット、Insight Access、ウエスト、マックレイ、モロトフカクテル）

## 製作

### 企画
深作は本作品を制作するに至ったきっかけを問われ、太平洋戦争中、学徒動員によりひたちなか市の軍需工場で従事していた中学3年生当時（旧制中学校の教育課程制度下であるが、学齢は現制度での中学3年生と同じ）、米軍の艦砲射撃により友人が犠牲になり、散乱した遺体の一部をかき集めた際に生じた「国家への不信」や「大人への憎しみ」が人格形成の根底にあったこと、今日の少年犯罪の加害者少年の心情を思うと他人事でないという感情を抱いてきたことから、いつか「中学3年生」を映画の主題に取り上げたいと考えていたところに、深作の長男で助監督だった深作健太が薦めた原作本の帯にあった「中学生42人皆殺し」のキャッチコピーを見て、「あ、こりゃいけるわ」「面白そうじゃねぇか」と思い立ったと述べている。
深作は1999年に公開された前作『おもちゃ』を撮影の間、女性映画を撮る難しさに悩んでいた。『おもちゃ』に助監督として参加した深作健太も世紀末の映画界がシネコンやデジタル化に移行していく中、テレビ局の力で簡単にヒットが生まれていく日本映画界に幻滅し、その後仕事を休んで引きこもっていた。その間、本や漫画ばかり読んでいて『バトル・ロワイアル』にも触れていた。大島渚が『御法度』を撮ったり、篠田正浩が『梟の城 owl's castle』を撮ったりと、欣二と同世代のベテラン監督陣が現代劇を撮らなくなっていた頃であったが、一方で欣二はずっと現代の青春群像劇にこだわって映画を作ってきたため、『おもちゃ』が終わり、寄る年波を意識して『バトル・ロワイアル』に初期衝動が強く表れたといえる。健太は「深作欣二がマスメディアで当時盛んに話した『戦争体験きっかけ』は後付け。暴力衝動を通じて、絶えずリアルな"今"の青春群像を描いてきた深作欣二が、自分のテーマに持ち込めると直感的に察知して『バトル・ロワイアル』に飛びついたんだと思う」「和製アクション映画なんかほとんど作られなくなっていた世紀末に、中学生を主役にバイオレンス映画を撮るという企画自体が親父にとってコロンブスの卵だった。でも正直言うと70のジイサンが現代の15歳の中学生を演出できるのかという不安があり、全然リアリティーのないビックリ映画になる可能性が大なのではと思っていた」などと話している。深作欣二は、どこもおそらく買い手はないだろうと思って、電話かけて聞いてみたら、既にどこかが映画化権を買っていると返事され、まだ本は読んでいなかったが、作者と会う段取りをつけてみてくれと頼み、映画化権を買った。読んでみたら面白く、架空の小説で日本に限りなく近いが、日本ではない独裁国の設定は弱いと感じた。自分がやるなら限りなく日本に近づけたいと考えた。そうしないとこの映画をやる意味がないだろうと思い、原作者からも了解を取った。どこの制作会社に企画を持ち込むか考えたが、こんなに危ないのは東映しかないだろうと思い、原作者もメジャーでやりたいと東映ならいいと承諾を得た。
健太は一念発起し、父と一緒に東映に企画を持って行くが、東映の全プロデューサーから「何でこんなことをやらなければならないんだ」などと拒否。深作欣二は「しばらく来ない間に東映はなんだか硬い会社になったな」と感じた。健太は東映幹部にトイレに呼び出され「親父に物騒なもん撮らすんじゃない」と説教されたという。ところが当時映画営業部門担当だった岡田裕介（現東映会長）だけが「3億円の予算のうち半分を東映で出すから、あと半分は健太が集めて来い」と助言。「ただの助監督の俺が、いきなりプロデューサーっすか？」と聞いたところ「いや、人質だ。いくら深作欣二でも息子を人質に取られたら赤字出せないだろう」「俺も27歳の時『吶喊』でプロデューサーやったんだから、お前もできるだろ」と言われた。健太は様々な会社を駆け回って1.5億円をかき集め、1999年秋、製作が決まった。製作クレジットの「バトル・ロワイアル」製作委員会とは、東映から深作親子に製作を責任持ってやってくれと要望されたため、親子で作った深作プロのことで、製作費は東映と折半予定だったが、東映が全額出資したという。形の上では東映映画である。制作の段階で健太が秋元康の元で助監督をやっていたことから、保険の意味で秋元を取り込もうとしたが、「好みでない」と断られた。
映倫からは「ヤクザ映画や時代劇はいくら人を殺しても構わない。それは現実世界と遠いから。ただ中学生同士の殺し合いは現実的だから止めてくれ」と言われ揉める形となった。

### 脚本
1990年代終わりから2000年にかけて「セカイ系」の小説や漫画が増えていたが、本作は「デスゲーム映画」としてエンタテインメントとして受け止められた。脚本の健太は「セカイ系」を分からず、むしろ現実に生きている社会とどうリンクさせるかを注意してシナリオを書いた。多くのサブカルチャーから影響を受け、映画では勿論、父親の作品からの影響が一番強いが、フィクションの中に、現実の何かを撃てる暴力を秘めたドラマが好きで、本作のシナリオでは、長谷川和彦監督の『太陽を盗んだ男』と石井聰亙監督の『狂い咲きサンダーロード』を意識したと話している。原作の舞台は「大東亜共和国」という架空の国家だが、映画では現実とリンクすることにこだわり、〈少年犯罪〉や〈学級崩壊〉、〈ひきこもり〉とリンクさせた。60年代や70年代には東映を始め、日本映画が幾らでも作っていた過激な映画をプロデューサーとして深作欣二に作って欲しかったという。結果的に社会に対して挑発するような娯楽映画はメジャー作品では本作が最後になった。

### キャスティング
キャスティングその他、製作は1999年秋から始まった。健太はまず企画書を作ったが、「原作ではゲーム担当教官役に坂持金発と書いてあるけど、本当に武田鉄矢さんに出演交渉するべきか？」と悩んでいたところ、監督が「ビートたけしとやりたい」と要望。監督はたけしに断られたら企画を流すつもりだったという。原作が当時たけしの所属していた太田プロダクション系列の太田出版から出ていたことから交渉はスムーズに行き、健太が1999年秋にたけしに出演交渉に行ったところ「いいよ。深作さんなら。スケジュールはいつがいい？」と快諾してくれ、教官役はビートたけしに決定した。「来年の夏下さい」と依頼し2000年夏のスケジュールを押さえたという。たけし演じる教師の役名は自身と同じ「キタノ」となり、深作＆たけしの座組となったことで、出資者が増えたという。教師キタノの役名は当初、演じたたけしの本名そのままの「北野武」となっていたが、たけしは苦笑し、監督に頼み「キタノ」として採用された。
生徒役のオーディションも1999年秋から開始され、応募総数約6,000名の中から最終的に800名に絞られ、本読みや体力テストに半年を費やし次々とキャストが選ばれていった。最初に決まったのがヒロインの中川典子役の前田亜季で、続いて主人公の七原秋也役の藤原竜也が決定。メインの二人が決まると、そのバランスからどんどん配役が決まっていった。物語上重要な役割を担う転校生の川田章吾と桐山和雄役は山本太郎と安藤政信が、その他の主要生徒は柴咲コウ、栗山千明、塚本高史、高岡蒼佑、小谷幸弘、石川絵里がそれぞれ演じている。最終的なキャストの決定は2000年の4 - 5月で、42名が選ばれた。
当初、中川典子役には岩村愛がキャスティングされていたが、怪我で交代となり、岩村は前回優勝者の少女役としてワンシーンのみ出演した。前田亜季は姉の前田愛とオーディションに参加し、中川典子役に選ばれた。前田愛は本作ではキタノの娘・栞（キタノシオリ）役で声だけの出演だったが『II』では主役に選ばれた。
千草貴子役は柴咲コウ、相馬光子役は栗山千明が演じる予定であった。それぞれ柴咲は千草貴子、栗山は相馬光子のオーディションを勝ち進んでいたが、撮影前になって深作欣二監督の判断で二つの配役を交換。プロデューサーの健太はじめスタッフらは配役変更に反対していた。当時を振り返りプロデューサー陣は「（彼女の本質と光子がかけ離れていたため）まさか柴咲が光子を演るとは思わなかった」と語っている。しかし、出来上がった作品を観てその判断に納得したという。
相馬光子を演じた柴咲コウは撮影当時18歳。柴咲は深作監督の映画にかける情熱に圧倒され、自身も含めた10代の俳優が70歳の深作監督に負けていると良い意味でのショックがあったという。同時にこんなにも楽しそうな大人たちと触れあって、高めあって作品を作る俳優という仕事に魅力を感じたという。「"THE CHANGE"となった作品は『バトル・ロワイアル』なのかな、やっぱり『バトル・ロワイアル』から始まったんだと思いますね」などと述べている。本作出演後、柴咲にも作品のオファーが殺到した。
千草貴子を演じた栗山千明は、2010年に『バトル・ロワイアル3D』が公開される際のインタビューで、「千草の過激なセリフには抵抗はなく、むしろ『オリャアー！』と叫ぶのが快感だった」と述懐している。さらに栗山はこの映画で共演した高岡蒼佑や柴咲コウとは「2年前に会ったとき、『いつかバトル・ロワイアルの同窓会をやりたい』と話したことがある」と同窓会の開催に意欲を示してる。栗山は本作を鑑賞したクエンティン・タランティーノに認められたことから『キル・ビル Vol.1』のキャストに抜擢され、バトル・ロワイアルの出演パートをオマージュしたシーンを自ら演じた。
安藤政信は25歳ながら「深作欣二ファンなので絶対出たい」と売り込みに来た。健太は「川田章吾役をお願いしたい」と頼んだが、台本を読んだ安藤が「いや、殺しまくるほうがやりたい」と希望し、桐山和雄にキャスティングされた。なお、元々の台本では「道ばたの石ころをどかしただけだ…。命は平等に価値は無い…。俺は俺を肯定する。」といった桐山の台詞が書かれていたが、安藤の希望を監督が快諾し、映画の桐山には一切の台詞が無くなった。
川田役には『難波金融伝・ミナミの帝王 破産 金融屋殺し』に出演していた山本太郎の起用を健太が思い立ち、親子で会いに行ったところ、実際は25歳なのに「18歳です」と言い張られ、こちらもキャスティングが決定した。これがまた東映の幹部に怒られたため、川田の設定を以前のバトルの生き残りで留年しているという設定に修正された。
城岩学園中学校3年B組生徒役の俳優42名のうち、撮影・公開が行われた2000年当時に実際に中学3年生（1985年度生まれ）だったのは前田亜季、小谷幸弘、三村恭代の3名のみで、残りの39名は全員が高校生以上の年齢。なお、回想シーンで神戸の中学3年生役を演じた美波は当時中学2年生（1986年9月22日生まれ）であった。生徒役の最高齢は主要キャストである山本太郎と安藤政信で、どちらも撮影時25歳であった。
また、当時「新世紀エヴァンゲリオン」の惣流・アスカ・ラングレー役で人気があった宮村優子がカメオ的に出演している。

### 美術など
制服がブレザーに変更された理由には、黒い学ランやセーラー服では血が分かりづらい、女子生徒のアクション（灯台のシーンなど）でスカートの中が見えないようにプリーツの多いスカートとなった。

### 作品設定
原作ではパラレルワールド「大東亜共和国」が舞台であるが、映画版では再軍備した後の近未来の日本（ただし劇中に国名は一切出ず、プロモーションでも「東京」を「首都」と表記するなどしていた）を舞台としている。この改変は「死と向き合う中学3年生」を軸に、子供と大人の関係も含め、より現実的に映像化したいという深作の意向によるものである。また、ゲームの法的根拠は「戦闘実験第六十八番プログラム」ではなく「新世紀教育改革法」（通称：BR法）によって実施される。冒頭部でその立法の所以が出てくるが、本編中では特に社会的な背景などは説明されない。ラストシーンは小説の大阪の梅田、JR大阪駅周辺ではなく東京の渋谷になっている。この撮影でも、「渋谷センター街」「JR渋谷駅」など、はっきりと地名が見えるシーンでは、ある程度のぼかしがかけられている。また、バスのナンバープレートの地名は、「広能」となっている。原作者である高見はこれらの改変に対して「いくぶん『ロマンチック』な僕の小説に比べれば映画版のほうがよりリアルだし、また『現在の恐怖』というものも強く意識していると思います」と肯定的な評価を下している。

### 撮影
中川典子役の前田によれば、たけしは撮影の際に生徒役達の緊張をほぐす目的からか、「コマネチ!」等のギャグを披露していたという。また、クライマックスに登場する教師キタノが披露した絵画（ゲームを揶揄した絵）は、実際にたけしがこの作品で使用するために撮影の合間に描いたものである。
教師キタノが本部である廃校で一人ラジオ体操（作中の名称ではBR体操）を行うシーンがあり、曲はラジオ体操とよく似た曲調であるが体操自体は実際のものと同じである。
三村達が腹腹時計をテキストに肥料等で火薬を作る際、製造過程で配合する時に木製のしゃもじを使って混ぜているのは、混ぜる時に道具（ヘラ・器）が金属同士だと誤爆の恐れがある事を踏まえて設定してあるという（考証協力の薬試寺教授のコメントより）。なお、前述の腹腹時計は小道具としてのレプリカとみられるが、現在は出所が解らない所から流出したとみられる実際の腹腹時計は「爆発物の製造法」が削除されているという。
また、三村が高速でキーボードをタイピングする手は、コンピュータ・ハッキング考証に携わったハッカーの一人「BEAMZ」の手である三村役の塚本はインタビューの中で、早打ちの練習はしていたが、結局は早打ちのシーンはやってもらうことになったという趣旨のコメントをしている。
当作品（および続編）では、現実の自衛隊（防衛庁、現防衛省）にあたる防衛軍が登場しているが、他の映画作品での協力要請には積極的に協力する一方、当作品の性格上、自衛隊は一切協力していない。その為、作品中に登場する防衛軍の隊員役はすべて役者であり、隊員の衣装（装備）はレプリカで輸送車等の車両の殆どがその分野のマニアが所有している車両を一部借りたり、既存の車両を改造しているという。
作品中に生徒達にゲームの説明をするビデオが登場するが、深作監督の誕生日を祝って製作されたセルフパロディ版が存在する（いずれも宮村優子が出演。パロディ版は特別編DVDの特典映像に収録。パロディ版の合いの手役は息子の健太。

## ロケ地
- 八丈小島 - 一部シーンのロケ地
- 剱埼灯台 - 灯台シーンのロケ地
- 鬼石町の廃校 - 校庭のシーンのロケ地

## 使用曲
- レクイエム (ヴェルディ) - 3D版主題歌は本曲をマッシュアップして作られている。
- ラデツキー行進曲
- G線上のアリア
- 美しく青きドナウ
- 水の上で歌う
- ワルシャワ国立フィルハーモニー管弦楽団 - サウンドトラックの演奏を担ったオーケストラ

## 宣伝

### ネット
当時はインターネットの普及が始まった頃だったが、健太がインターネットを使って、原作の感想などを発信すると、中高校生ら若い人たちからの反応が非常によく、励みになったという。封切の頃、原作が15万部を超えた。

### キャッチコピー
『ねえ、友達殺したことある?』『今日はみんなに、ちょっと殺し合いをしてもらいます』『神様、冗談だったら、やめてください』『友達殺しちゃった』など。

## 興行
当初は2000年11月25日公開を予定し、初期の宣伝素材にもクレジットされていたが、正月映画に予定されていた『ホタル』（高倉健主演）の制作遅れにより正月映画に変更となった（当初の公開時期には『新・仁義なき戦い。』が拡大公開に昇格となっている）。

## 作品の評価

### 受賞歴
- 第24回日本アカデミー賞[24]
  - 最優秀編集賞（阿部浩英）、優秀作品賞、優秀監督賞（深作欣二）、優秀脚本賞（深作健太）、優秀主演男優賞（藤原竜也）、優秀音楽賞（天野正道）、優秀録音賞（安藤邦男）、新人俳優賞（藤原竜也、前田亜季）、話題賞（作品部門）[25]
- 第43回ブルーリボン賞
  - 作品賞、新人賞（藤原竜也）
- 第14回日刊スポーツ映画大賞・石原裕次郎賞[26]
  - 新人賞（柴咲コウ）※『GO』と両作品による受賞
- 第74回キネマ旬報ベスト・テン
  - 日本映画第5位
- 第26回報知映画賞
  - 助演女優賞（柴咲コウ）※本作と『GO』『案山子 KAKASHI』の演技による受賞
- 第19回ゴールデングロス賞[27]
  - 優秀銀賞、話題賞
- 第15回DVD＆ビデオでーた大賞
  - 日本映画部門賞
- 第10回東京スポーツ映画大賞
  - 作品賞

### 批評家の反応
映画『バトル・ロワイアル』は、西洋の批評家から高い評価を受けた。
- Rotten Tomatoesでは43件のレビューに基づき、86%の評価を得た。同サイトのコンセンサスは、「バトル・ロワイアルは思春期の論争で暴走的な寓話であり、十代のメロドラマを生死の賭けにより高めている」と述べている[28] 。
- 『バラエティ』のロバート・ケーラーは、「最も基本的なキャラクターもいれば、大部分の10代のキャストが恐ろしい欲求を持って攻撃する。藤原は、忠実に内面的な道徳的葛藤の声を喚起している。プロデュースは非常にハンサムで活発。深作が減速しているという兆候はない。」とコメント。更に彼は、「日本の暴力映画の巨匠としての地位に復帰した深作欣二は、彼の最も凶悪でタイムリーな映画のひとつを「青年の暴力に対する怒り」と比較している」と述べ、1970年代前半にイギリスで生まれたスタンリー・キューブリックの『時計じかけのオレンジ』の「70年代の血で乱れた暴力映画の最も驚くべき場面」をフィーチャーした」としている[29] 。
- BBCニュースのジェイソン・コルスナーは5つ星中4つ星を与え、「私たちに規律、チームワーク、決断という価値ある教訓を教えてくれるが、故意に挑発的で驚くほど暴力的なパッケージを包み込んでいる。」とコメント。BBCのユーザーは5つ星中5つ星を与えた[30]。BBCのアルマー・ハフリーダソンも5つ星を与えた.[31]。
- 映画批評家のキム・ニューマンは『エンパイア』のレビューの中で、5つ星中4つ星を与えた。彼は映画を「同じ状況で何をするだろう」と観客に考えさせる『蠅の王』の手法と比較したが、『バトル・ロワイアル』は「学校制服のキャラクターにとって更に厳しい選択肢」を与えられているとコメント。続けて「何人かは不快感を覚えるが、ユーモアと恐怖の混在は不安だが、これは簡単に忘れる映画ではない。真剣に、あなたは何をしますか?と問いかけている」[32]。
- 『ガーディアン』の批評家ピーター・ブラッドショーは2001年9月にこの映画に4つ星を与え、今週の最高の映画に選出。彼は教師役の北野武の演技と「幻想と恐怖の世界に私たちを突き刺す、驚くほど堪能な演出映画作品」と称賛した。彼は、「弾丸の雹と血の吐き気の声」の中で、憧れと悲しみの悩ましい物語が繰り広げられていると指摘している。加えて、『バトル・ロワイアル』の暴力は、全く社会の風刺ではなく、思春期の苦悩で、「この映画は暴力をはっきりと見出す」ものの、著しい自信と才能を持つ映画であり、その強烈な正気と奇妙で情熱的な緊急性は、それを説得力のあるものにしていると結論付けている[33]。
- イギリスの批評家ジョナサン・ロスは、「もしあなたが、アメリカ人がリメイクして台無しにする前に、オリジナルで超クールなエンターテインメントを見つけたいと思ったら、それを見逃さないように努力することをお勧めする。」「これはティーン映画で何が出来るかという、とても想像力のある例だ」と評価した[34] 。2009年、映画監督のクエンティン・タランティーノは、『バトル・ロワイアル』を過去20年間で見た中で最高の映画として高く評価している[35]。
- 2008年に英エンパイア誌が発表した「歴代最高の映画ランキング500（The 500 Greatest Movies of All Time）」では235位に選出されている[36]。近年の邦画実写作品では唯一のランクインである。また、2010年6月に同誌は「史上最高の外国語映画100本」[37]で82位に選出している。2014年6月に同誌が行った「史上最高の外国語映画100本」[38]でも前回と同列の82位に選出された。
- 米国で劇場上映が実現したのは2011年、DVD等の発売が実現したのは2012年となったが、DVD版は北米Amazon.comの売上ランキングで一時、外国映画部門1位にまで上昇する好調なセールスを記録した。これは、原作との類似性が指摘されている米国の小説『ハンガー・ゲーム』の映画公開時期に合わせて発売されたためである[39][40]。
- クエンティン・タランティーノによる「1992〜2009年の映画ベスト20」で1位に選ばれた。その際に「2位から20位までは順不同だが、1位は別格かつ不動」であり、「自分の作品だったらと思う唯一の映画だ」と絶賛している[41]。またタランティーノは『ハンガー・ゲーム』について「単なるバトル・ロワイアルのパクリ」であるとも述べている[42]。
- エンターテインメント・ウィークリーのクリス・ナシャワティは映画に「A」グレードの評価を与えた。プログラムの生存または転覆の為に、生徒の様々な動機を調べるのは「最高に楽しい時間」とコメント[43]。
- 『ニューヨーク・タイムズ』のA・O・スコットは、映画に肯定的評価を与えた。「巧みに演出された暴力シーンはまるで滑稽でぞっとする。そして、（深作の）若いキャストは、印象的な信念を持って映画のメロドラマ風の末端を包み込んでいる。」とコメント。また、『バトル・ロワイアル』は「多くの点で、『ハンガー・ゲーム』より優れた映画であり、いずれにしても並行した文化的宇宙から引き出された魅惑的な仲間であることは間違いない。それはとても醜く、更にずっと楽しいものだ。」と付け加えた[44]。
- 『マイアミ・ヘラルド』のエンターテインメント評論家ケアリー・ダーリンは、「緊張した悲劇的かつタイムリーな現代の恐怖物語」と表現している。ボストン・フェニックスのアレクサンドラ・カヴァッロは、「若い観客の為に薄められていない『ハンガー・ゲーム』」とコメント[45] 。
- コンブスティビレ・セルロイドのジェフリー・M・アンダーソンは4つ星中4つ星を与え、「輝かしい格好良さと捻りのある物語」と表現し、それが「果てしなく面白く、血生臭くて陽気で、不穏で刺激的。」だと主張した[46]。
- シカゴ・サンタイムズのオーストラリア特派員マイケル・ミラソルは、「全ての学生に魅了された」「思慮深い特徴付け」だと映画を称賛し、「若い聴衆を対象とした激しい寓話だが、感情、知性、そして尊敬を払っている」とコメントした[47] 。
- サフォーク・ヴォイスのジェイク・マリガンは、5つ星中5つ星を与え、『キル・ビル』や『ハンガー・ゲーム』には、『バトル・ロワイアル』の影響があると指摘。『バトル・ロワイアル』は、「挑発的で、面白く、暴力的で、大部分の生徒に同じように注意を払いながら、よく考えられた物語の裏側の細部を表示する脚本によって支持された」と説明している[48]。
- IGNのR・L・シファーは、10点満点中8点を与え、「『バトル・ロワイアル』が本当にどれほど素晴らしいかを思い出させる為に、『ハンガー・ゲーム』に感謝の気持ちを持つ」「『バトル・ロワイアル』は騒乱、暴力、そして自由な10代メロドラマの傑作」と評価した[49]。
- ツイッチ映画のJ・ウルダトは、「批評の多くは暴力に焦点を当てているが、これは確かに極端であり、映画の人間性はあまりない」と述べている。また、「これらの生徒を実際の生死に関わる条件に投げ入れることによって、既に高められたホルモンレベルの感情的ヒステリーを作り上げることは信じられないほど効果的であり」、そして、「『バトル・ロワイアル』の物語は、それら10代の若者の話であり、私たちみんなの感情的な混乱にどれほど悪かったか」とコメントした[50]。
- DVDトークはオリジナル劇場カットに5つ星中4.5、ディレクターズ・カットに5星中4を与えた。「彼らのような社会のルールが、それが誰のものであっても自分自身の為に崩壊するなら、非常に上手くいくかも知れないものを垣間見ることが出来る。ここには十分なブラックユーモアと十分な緊迫したアクションがあり、映画を殺風景または憂鬱な感じにさせない（それに近づくけれども） - しかし、最も重要なのはそれをあなたに考えさせること。」とコメントした[51]。
- クレイブオンラインのデボン・アシュビーは、「日本の伝説・深作欣二による思春期の銃撃戦」と「思いやりのある、技術的に成果を上げた傑作」として、10点満点中8.5点を付けた[52]。
- ポップマターズのブレント・マックナイは、「野蛮で、鋭く風刺的で、残忍な面白さ」「人類社会の悲劇的な解釈書」と評価し、10点満点中9点を与えた[53]。

### 社会的・政治的解釈
批評家は、映画が20世紀の終わりの日本社会の問題を反映した社会的主張であるという意見をしばしば発表した。一部の視聴者は、『バトル・ロワイアル』を日本経済の失われた10年への風刺であるとみなしている。他の人は、日本の景気減速の結果として、エリート主義に非常に有利な非常に競争的な日本の雇用市場の為の学生の準備の失敗など、日本の教育制度への批判と見なしている。他に校内暴力や若者と老人との社会的、政治的、経済的分裂を生み出している日本のジェネレーションギャップの問題が含まれている、といった解釈もなされている。

### 後世への影響
DVDでリリースされた後には、カルト的な支持を集めた。クエンティン・タランティーノは、『バトル・ロワイアル』をここ数十年で最も影響力のある映画の一つと考えている。この映画は世界的な大衆文化に大きな影響力を与えており、世界中の様々なメディアで数多くのフィクション作品を生み出している。この映画が公開されて以来、「バトルロワイヤル」という用語は、この映画に触発された架空の物語のジャンルおよび、ゲームの形式を指すように再定義された。
2004年6月1日、小学6年生（当時11歳）の少女が小学校内で同級生を殺害するという佐世保小6女児同級生殺害事件があったが、この児童は小学3年生から原作小説のファンであり、事件の前にはこの映画（R15+）のDVDを姉のレンタルカードを利用して借りたり、この作品の二次創作小説を執筆していた。
また上記の事件に加えて、東京都大田区の中学校の放送室に中学生が籠城して劇中のビートたけしのセリフを引用して「今から皆さんには殺し合いをしてもらいます」と発言した事件の影響のために、再編集版『バトル・ロワイアルII 鎮魂歌 REVENGE』の発売が延期となった。
映画・テレビドラマ
アメリカでは長い間、公式に公開されていなかったにもかかわらず、『バトル・ロワイアル』はしばしばアメリカのポップカルチャーで言及されており、タランティーノ監督の映画『キル・ビル』からロックバンドのザ・フレーミング・リップスが「ヨシミ・バトルズ・ザ・ピンク・ロボッツ」ツアーの背景に映画の映像を使用したことや、「LOST」や「コミュニティー」（en:Community (TV series)）などのアメリカのテレビドラマに至るまで、様々な形で言及されている。批評家はまた、『バトル・ロワイアル』が『キル・セオリー』（2009年）、『ザ・トーナメント』（2009年）、『ハンガー・ゲーム』3部作など、他の映画にも影響を与えていることに言及している。"バトルロワイヤル"映画の他の例としては、『パージ』シリーズ（2013年）、『アサシネーション・ネーション』（2018年）、『レディ・オア・ノット』（2019年）、『ザ・ハント』（2020年）などが挙げられる。
本映画の大ファンである、お笑い芸人の江頭2:50 は、映画に触発され、『めちゃ×2イケてるッ!』の持ち込み企画として、お笑い芸人による笑わせ合いバトル『めちゃイケお笑いバトルロワイアル』という企画を実現させた。映画と同じ音楽を使用し、舞台は自然の中だったり、戦いの手助けになるアイテムが支給など、映画をかなり意識した企画となった。(2001年2月24日放送回)
吉本興業が主催し、バッファロー吾郎がプロデュースするお笑いイベントバトルオワライヤルには所々に本映画を意識した演出がある。
パチンコ バトル・ロワイアルは、本映画をパロディ化したオリジナルコメディドラマ。松村邦洋がビートたけしの役をモノマネで演じるなど、本映画の細かい部分が随所に再現されている。更にたけし軍団のメンバーも多数出演している。また、続編として『パチンコ バトル・ロワイアルII』も制作された。
筒井康隆による小説『銀齢の果て』は、増えすぎた老人を減らすために、国が老人たちに殺し合いをさせるという、本作を彷彿とさせる内容となっている。著者の筒井も「『バトル・ロワイアル』という映画が話題になっていたからそこから思いついた」と公言している。
漫画・アニメ
日本では、『バトル・ロワイアル』のルール、設定を軸にした漫画・アニメが多く生まれ、ジャンルとして定着した。
その他
- バトルロイヤル
- バトルロイヤルゲーム - 2010年代後半に隆盛したコンピュータゲームのジャンル。ジャンルの名称は本作から取られている。
- ディストピア
- 銃社会

バトルロイヤルゲーム
縮小する戦場でプレイヤーが最後の一人になることを競うバトルロイヤルゲームが2010年代に流行した。ジャンルの名称は、『バトル・ロワイアル』からそのまま取られている。このジャンルは2010年代後半に人気を博し、『ARMA 3』、『H1Z1: King of the Kill』、『PlayerUnknown's Battlegrounds』、『フォートナイト バトルロイヤル』、『荒野行動』、『Rules of Survival』、『Garena Free Fire』、『Apex Legends』、『Realm Royale』、『Call of Duty: Black Ops 4』のゲームモード「Blackout」、『Call of Duty: Warzone』などがこのジャンルの例として挙げられる。

## ソフト化
- バトル・ロワイアル外伝（2000年12月1日発売、メイキングDVD）
- バトル・ロワイアル（DVD1枚組、2001年9月21日発売）
  - 本編には幻のエンディング「レクイエム」を収録
  - 映像特典
    - 初日舞台挨拶
    - ビートたけし
    - データファイル
    - ビデオのお姉さん完全版
    - ワルシャワオーケストラ収録風景
    - BR法完全紹介
    - トレーラー集（劇場予告編、WOWOW版スポット、IT版スポット、渋谷QFRONT版スポット、角川版スポット、TVスポット集、『バトル・ロワイアル 特別篇』劇場予告編）

  - 初回限定特典
    - 「バトル・ロワイアル」オリジナル・シール
- バトル・ロワイアル 特別篇 SPECIAL VERSION（DVD1枚組、2002年5月21日発売）
  - 劇場公開版に追加撮影シーン、未公開シーンを加え、CG修正を施した本編を収録
  - 映像特典「BRメモリアル」
    - プロローグ バトル・ロワイアル＜WOWOW特番＞
    - 未公開秘蔵メイキング映像 オーディション篇
    - 未公開秘蔵メイキング映像 撮影篇
    - ビデオのお姉さん監督誕生日バージョン
    - メモリアルフォトアルバム
    - 合成シーンの正しい作り方
    - ワルシャワオーケストラ収録風景 ver.2
    - 第13回東京国際映画祭舞台挨拶
    - BR騒動
    - アートギャラリー
    - 未公開秘蔵メイキング映像 特別篇
    - 劇場予告編
    - TVスポット集
    - WOWOWタランティーノ スポット
    - 『バトル・ロワイアル』DVD・ビデオリリース予告
    - 『映画は戦場だ』予告
- バトル・ロワイアル 3D（Blu-ray3D1枚組、2011年7月22日発売）[65]
  - 3D版本編を収録、2D再生にも対応
  - 映像特典
    - 3夜連続特集! 映画『バトル・ロワイアル 3D』いよいよ公開!
    - 海外用3Dプロモ
    - トレーラー

## メイキング
- 映画は戦場だ 深作欣二in「バトル・ロワイアル」
  - 演出・構成 - 浦谷年良

## 関連書籍
- バトル・ロワイアルTheMOVIE 完全攻略ガイドブック（2000年11月1日、角川書店）ISBN 978-4048532952
  - 本作の公式ガイドブック。各出演者や深作監督などのインタビューに加え、映画の名場面グラビアや設定資料、シナリオなどが余す事なく収録されている。
- 映画『バトル・ロワイアル』写真集 - 2000夏・3年B組42人の奇妙な夏休み -（2000年12月1日、ワニブックス）ISBN 978-4847025990
  - 生徒役の42人を主体とした、2ヶ月半に及ぶ撮影現場を収録。藤原竜也・前田亜季・山本太郎の鼎談なども収録されている。
- 仁義なきバトル・ロワイアル（2000年12月1日、アスペクト）ISBN 978-4757208100
  - 深作監督と高野育郎による対談集。
- バトル・ロワイアル・インサイダー - BRI -（2000年12月1日、太田出版）ISBN 978-4872335521
  - 小説及び映画版のメイキング本。こちらにおいても上述（公式ガイドブック）のような内容が収録されている他、小説・映画両方においてお蔵入りとなったエピソードも収録されている。
- バトル・ロワイアル特別篇 最終攻略ガイドブック（2001年3月1日、角川書店）ISBN 978-4048533614
  - 2000年に発売された公式ガイドブックに「特別編」の内容を更に加えた改訂版。
- BR→BRII - バトル・ロワイアル パーフェクトガイド -（2003年6月1日、宝島社）ISBN 978-4796634595
  - 本作に加え、続編である「II」のデータも網羅した公式ガイドブック。

### その他
- 2017年のコンピューターゲーム『PlayerUnknown's Battlegrounds』は当作にインスパイヤされ製作された[66]。